# The Queensland Flora
The Queensland Flora (abreviado Queensl. Fl.) es un libro ilustrado con descripciones botánicas que fue escrito por el botánico australiano de origen inglés que trabajó la flora de Queensland, Frederick Manson Bailey. Fue publicado en 6 volúmenes entre 1899 y 1902 con un índice publicado tres años más tarde.